# Tampax
 (septembre 2015).
Si vous disposez d'ouvrages ou d'articles de référence ou si vous connaissez des sites web de qualité traitant du thème abordé ici, merci de compléter l'article en donnant les références utiles à sa vérifiabilité et en les liant à la section « Notes et références ».
Tampax est une marque de tampons hygiéniques aujourd'hui propriété de la firme Procter & Gamble.

## Histoire
En 1932, un médecin américain, le Dr Earl Haas, eut l'idée de reprendre le principe du tampon chirurgical pour remplacer les serviettes hygiéniques, source d'infections. Pour éviter que ce tampon ne soit contaminé, par des mains (sales) lors de son introduction, il inventa un tube applicateur aseptisé et un cordon cousu au tampon. Il baptisa son invention Tampax en contractant les mots « tampon » et « pack ». Le mot tampax fait partie des marques utilisées comme noms. Il fit breveter son invention le 19 novembre 1931, mais échoua dans sa tentative de rendre publique son invention.
Le 16 octobre 1933, un groupe mené par une femme d'affaires de Denver, Gertrude Tenderich, racheta le nom de la marque et le brevet pour 32 000 $. Gertrude Tenderich revendra la société Tampax en 1936 faute d'avoir réussi à la développer. 
En 1958, Tampax est lancé en France.
En 1984, la société prend le nom de Tambrands, Inc. En 1997, Tambrands est rachetée par Procter & Gamble.